# Рожко Микола Петрович
Микола Петрович Рожко (нар. 19 грудня 1948, село Суханове, тепер Бериславського району Херсонської області) — український банкір, радянський діяч, секретар Херсонського обласного комітету КПУ, голова правління і президент комерційного банку «Кредитпромбанк». Академік Академії економічних наук України.

## Біографія
Народився в родині вчителів. Батько, Петро Свиридович, працював директором Борозенської середньої школи Херсонської області, був заслуженим вчителем Української РСР. Мати, Марія Калістратівна, працювала вчителькою Борозенської середньої школи Херсонської області.
У 1966—1967 роках — учень Херсонського машинобудівного технікуму.
У 1967—1970 роках — служба в Радянській армії: в Бакинському окрузі протиповітряної оборони.
У 1970—1974 роках — студент Донецького державного університету, економіст, «фінанси та кредит».
У 1974—1980 роках — контролер-ревізор, старший контролер-ревізор Міністерства фінансів УРСР в Херсонській області. Член КПРС.
У 1980—1985 роках — інструктор відділу торговельно-фінансових органів Херсонського обласного комітету КПУ.
У 1985—1988 роках — заступник керівника, керівник Херсонської обласної контори Державного банку СРСР.
У 1988—1990 роках — завідувач соціально-економічного відділу Херсонського обласного комітету КПУ.
У 1990—1991 роках — секретар Херсонського обласного комітету КПУ.
У 1991—1992 роках — заступник начальника Херсонського обласного управління Національного банку України.
У 1992—1994 роках — керівник філії акціонерного банку «INKO» «Херсонське регіональне управління».
У 1994—1995 роках — 1-й заступник голови Херсонської обласної ради народних депутатів.
У 1996—1999 роках — голова правління комерційного банку «Інкомбанк-Україна». У 1999—2002 роках — голова правління, в 2002—2003 роках — голова спостережної ради комерційного банку «Кредитпромбанк». З 2003 року — президент комерційного банку «Кредитпромбанк».
Був керівником громадської організації «Міжнародне об'єднання земляцттво Херсонщини» в Києві.

## Нагороди та відзнаки
- Лавреат Міжнародного відкритого рейтингу популярності та якості товарів і послуг «Золота фортуна» (2000Ю у номінації «за фінансову підтримку національного товаровиробника»)
- Орден Міжнародного форуму ділових і фінансових кіл «За видатні досягнення»
- Орден «Різдво Христове» І ст. (2000, УПЦ)
- Золота медаль Асоціації сприяння промисловості (2003, Франція)
- Лавреат конкурсу «Золоті торгові марки» (2003)
- Міжнародна премія «Бізнес-Олімп»
- Грамота Верховної Ради України (2003)
- Заслужений економіст України (2004)